# Universität des Baskenlandes
Die Universität des Baskenlandes (baskisch Euskal Herriko Unibertsitatea; spanisch Universidad del País Vasco) ist eine staatliche Universität in Spanien mit Standorten in Leioa, Erandio, Vitoria-Gasteiz, Bilbao, San Sebastián, Portugalete, Eibar und Elgoibar.
Die Gründung erfolgte 1938 in Bilbao als erste baskische Universität. Im Verlauf der 1960er und 1970er Jahre entstanden die weiteren Standorte.
Knapp die Hälfte der 1300 Module in den Studiengängen der Universität werden in baskischer Sprache unterrichtet. 

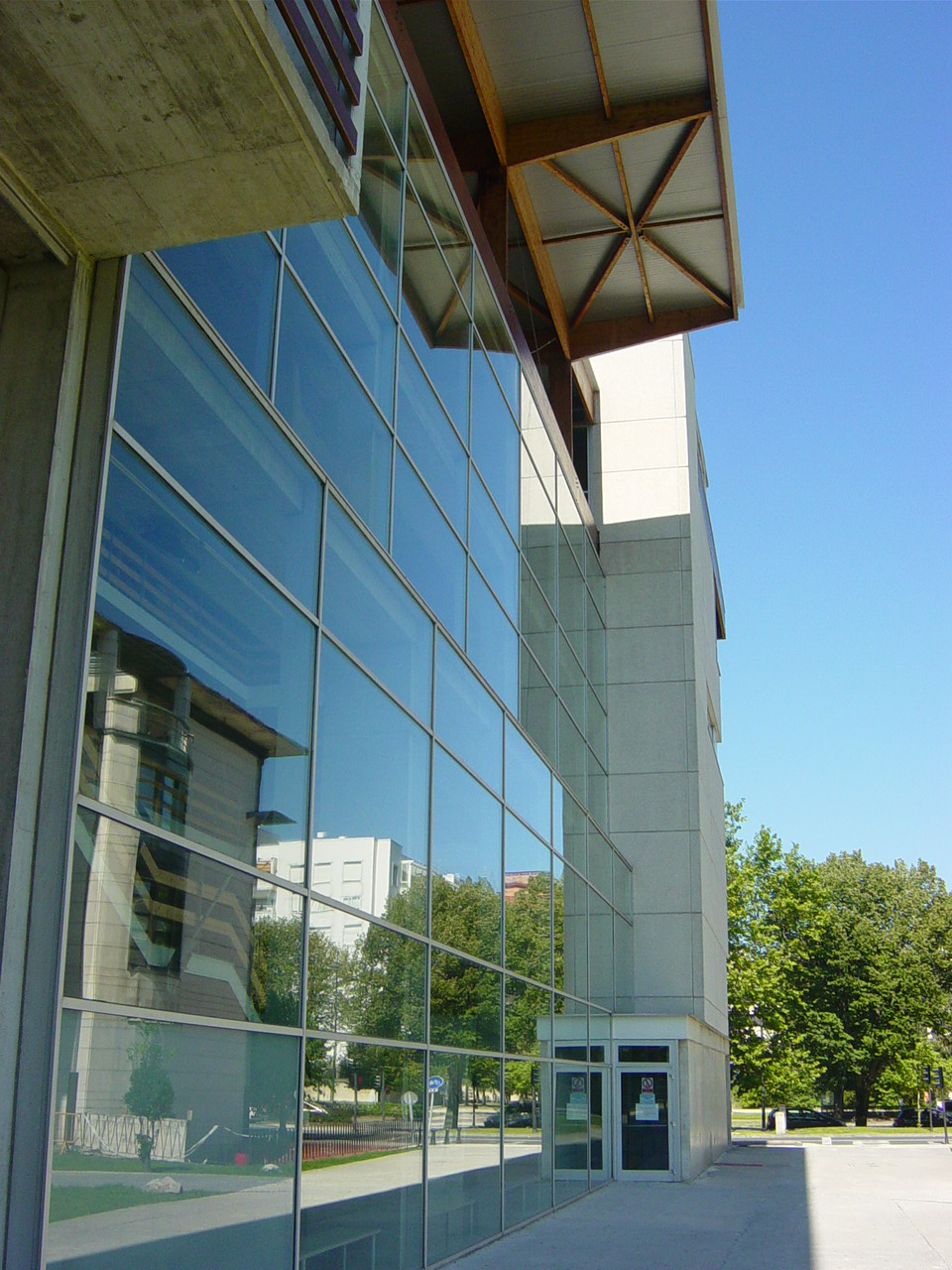
Campus San Sebastián
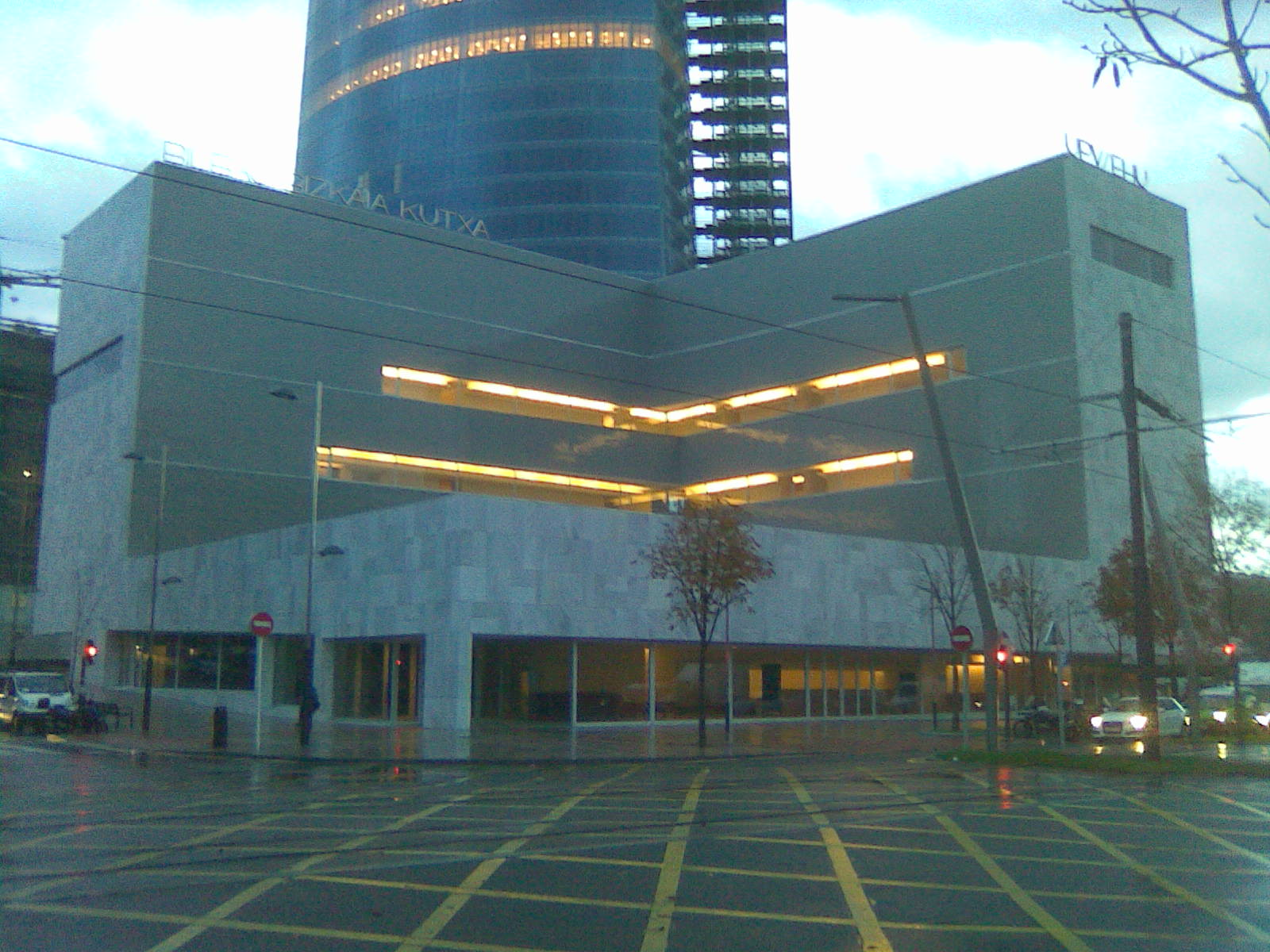
UPV Paraninfo in Bilbao